# Northwich Victoria
Northwich Victoria (offiziell: Northwich Victoria Football Club) – auch bekannt als The Vics und The Trickies – ist ein englischer Fußballverein aus Northwich, Cheshire, welcher seit 2017 in der North West Counties Football League, der neunthöchsten Ligastufe in England, spielt. Die Spielstätte des Vereins ist das 5.088 Plätze fassende Victoria Stadium.

## Vereinsgeschichte
Der Verein wurde im Jahr 1874 gegründet und gehört damit zu den ältesten Fußballvereinen Englands. In den Anfangsjahren von 1880 bis 1889 konnte die Mannschaft sechsmal am Welsh Cup teilnehmen, blieb jedoch bis auf zwei Finalteilnahmen in den Jahren 1882 und 1889 ohne nennenswerte Erfolge. Die Finalspiele wurden dabei gegen die walisischen Vereine NEWI Cefn Druids und Bangor City verloren. Der Verein nahm im Jahr 1890 erstmals am regulären Ligabetrieb teil und spielte als eines der Gründungsmitglieder in der Combination. In der Saison 1891/92 wurde der zweite Rang in der Combination erreicht und zur folgenden Spielzeit der Verein in die Football League Second Division, die damals zweithöchste englische Spielklasse, aufgenommen. Nach zwei mittelmäßigen Jahren in der Second Division kehrte der Verein 1894 wieder in die Combination zurück.
Northwich Victoria war danach fast 20 Jahre in derselben Liga vertreten, im Jahr 1912 folgte die Aufnahme in die Lancashire Combination Division Two. Nach nur einer Spielzeit qualifizierte sich die Mannschaft für die Division One der Lancashire Combination. Nachdem der Spielbetrieb zwischen 1915 und 1919 wegen des Ersten Weltkriegs unterbrochen wurde, wechselte der Verein erneut die Liga und schloss sich der Cheshire County League an. Die Mannschaft war viele Jahre in der Liga vertreten; der größte Erfolg konnte dabei im Jahr 1957 verbucht werden, als Northwich die Meisterschaft der Cheshire County League gewinnen konnte.
Im Jahr 1968 endete mit der Aufnahme des Vereins in die neu gegründete Northern Premier League eine fast 50 Jahre andauernde Ära in der Cheshire County League. In den folgenden elf Spielzeiten in der Northern Premier League konnte sich Northwich zumeist in der oberen Tabellenhälfte platzieren und errang 1976/77 den zweiten Rang. Der Gewinn der Meisterschaft wurde nur aufgrund des um einen Treffer schlechteren Torverhältnisses verpasst.
Im Jahr 1979 unternahm der Verein mit dem Eintritt in die neugegründete Alliance Premier League, dem Vorgänger der heutigen Football Conference, einen weiteren Ligawechsel. Northwich Victoria konnte in den folgenden Jahren in der FA Trophy insgesamt drei Finalspiele bestreiten. Während die Mannschaft 1983 noch an Telford United scheiterte, konnte ein Jahr später mit dem Finalsieg über Bangor City erstmals die Trophäe gewonnen werden. Die dritte Finalteilnahme gelang im Jahr 1996. Northwich unterlag jedoch gegen Macclesfield Town und verpasste den Titelgewinn. Der Verein blieb auch nach der Umbenennung der Alliance Premier League im Jahr 1986 auf den heutigen Namen Football Conference der Liga erhalten und belegte größtenteils mäßige Mittelfeldränge.
Nachdem in der Spielzeit 2003/04 mit nur 23 Punkten der Klassenerhalt klar verpasst wurde, wurden Northwich für die Saison 2004/05 aufgrund finanzieller Schwierigkeiten zehn Punkte abgezogen. Die Mannschaft konnte den Klassenerhalt nicht sichern und stieg als 19. in die Conference North ab. Nach einer überzeugenden Saison mit dem Gewinn der Liga schaffte der Verein jedoch den direkten Wiederaufstieg. Die Mannschaft hielt sich drei Jahre in der Liga, fiel jedoch nach der Saison 2008/09 als Drittletzter wieder in die Conference North zurück. Auch in der Spielzeit 2009/10 kämpfte der Verein weiterhin um das finanzielle Überleben und erhielt von der Football Conference erneut eine zehn Punkte Strafe auferlegt. Die Mannschaft startete demnach mit zehn Minuspunkten in die Saison.
Zum Saisonende belegte der Verein den zwölften Rang in der Conference North und hätte somit den Ligaerhalt auf sportlichen Weg sichergestellt, jedoch wurde Northwich Victoria aufgrund weiterer finanzieller Probleme vom Spielbetrieb der sechsthöchsten Spielklasse ausgeschlossen und daraufhin eine Ligastufe tiefer in die Northern Premier League Premier Division eingestuft. Aufgrund dessen konnte das auf dem 21. Platz befindliche Team von Harrogate Town den Abstieg vermeiden. Sportlich deutlich erfolgreicher gestaltete die Mannschaft die Spielzeit 2011/12, welche nach 42 Partien mit einer Platzierung auf dem zweiten Endrang und der regulären Qualifikation für die Aufstiegsplayoffs endete. Allerdings schloss die Liga das Team aufgrund von Verstößen gegen die finanziellen Richtlinien der Northern Premier League Premier Division von den Playoffs aus und gliederte Northwich Victoria für die Saison 2012/13 eine Ligenstufe tiefer in die Northern Premier League Division One North ein.

## Ligazugehörigkeit
- 1888–1889: The Combination
- 1890–1892: The Combination
- 1892–1894: Football League Second Division
- 1894–1912: The Combination
- 1912–1915: Lancashire Combination
- 1919–1968: Cheshire County League
- 1968–1979: Northern Premier League
- 1979–2010: Conference National und Conference North
- 2010–2012: Northern Premier League Premier Division
- 2012–2017: Northern Premier League Division One North/South
- seit 2017: North West Counties Football League

## Erfolge
- Cheshire County League-Sieger: 1956/57
- FA-Trophy-Gewinner: 1984
- Conference-North-Sieger: 2005/06

## Spieler
- Billy Meredith (18??–1894)
- Peter Barnes (1990)
- Sammy McIlroy (1991–1993)
- Bruce Grobbelaar (1999)
- David Bardsley (2001)
- Chris Blackburn (2003–2004)
- Michael Thomas Byrne (2005–2008)
- Felix Bastians (2006–2007)
- Michael Aspin (2008–2009, 2009–)
- Jon Newby (2009–2010)
- Jeff Whitley (2009–2010)

## Trainer
- Sammy McIlroy (1992–1993)